# کوه بلکراک
کوه بلکراک (به انگلیسی: Blackrock Mountain) در مرز آلبرتا و بریتیش کلمبیا قرار دارد. این کوه در سال ۱۹۲۱ میلادی نامگذاری شد. دلیل نامگذاری سنگ‌های سیاه موجود از دوره اردویسین در این کوه است. 